# Segelfalter

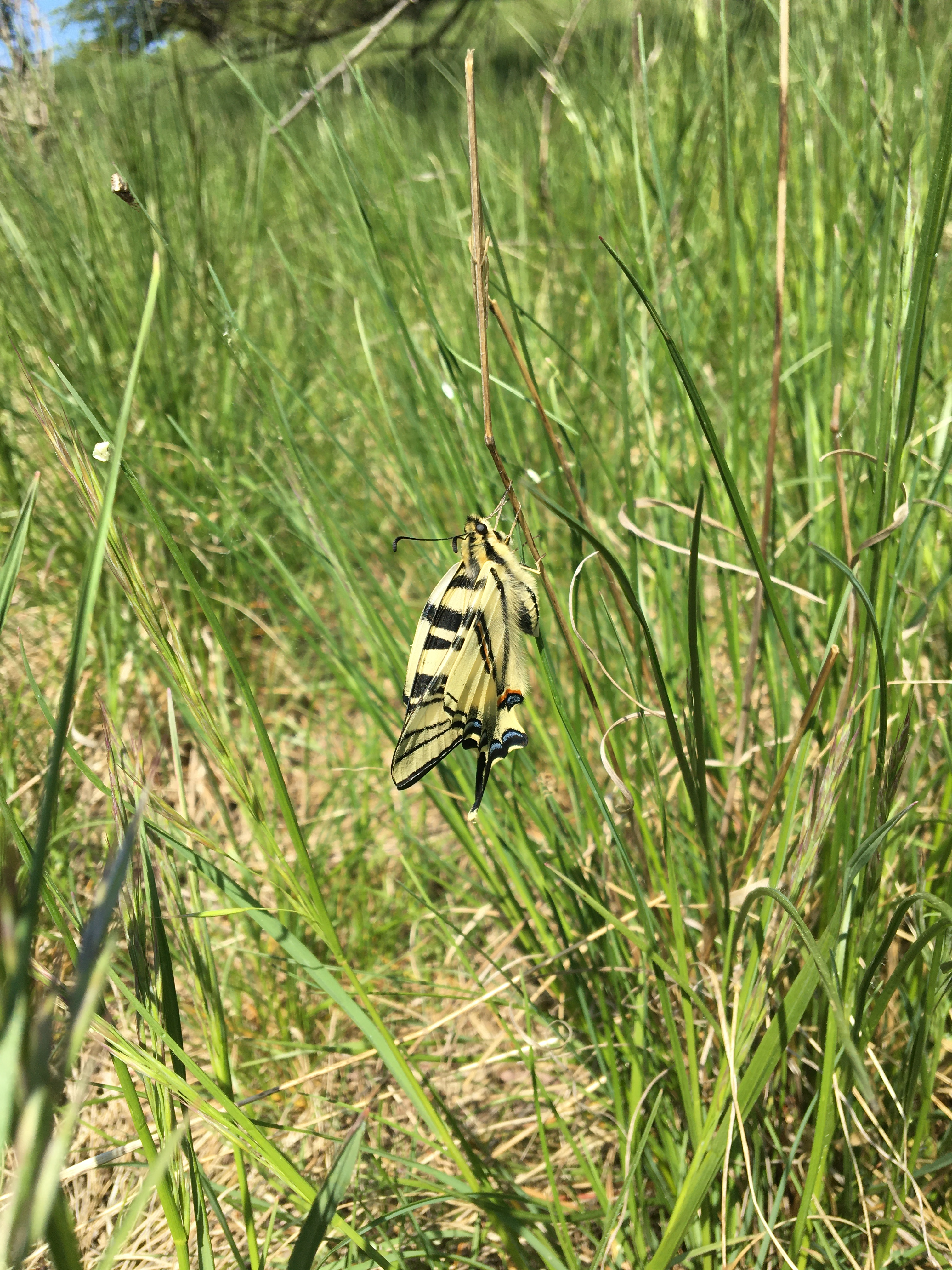
Frisch geschlüpfte Imago

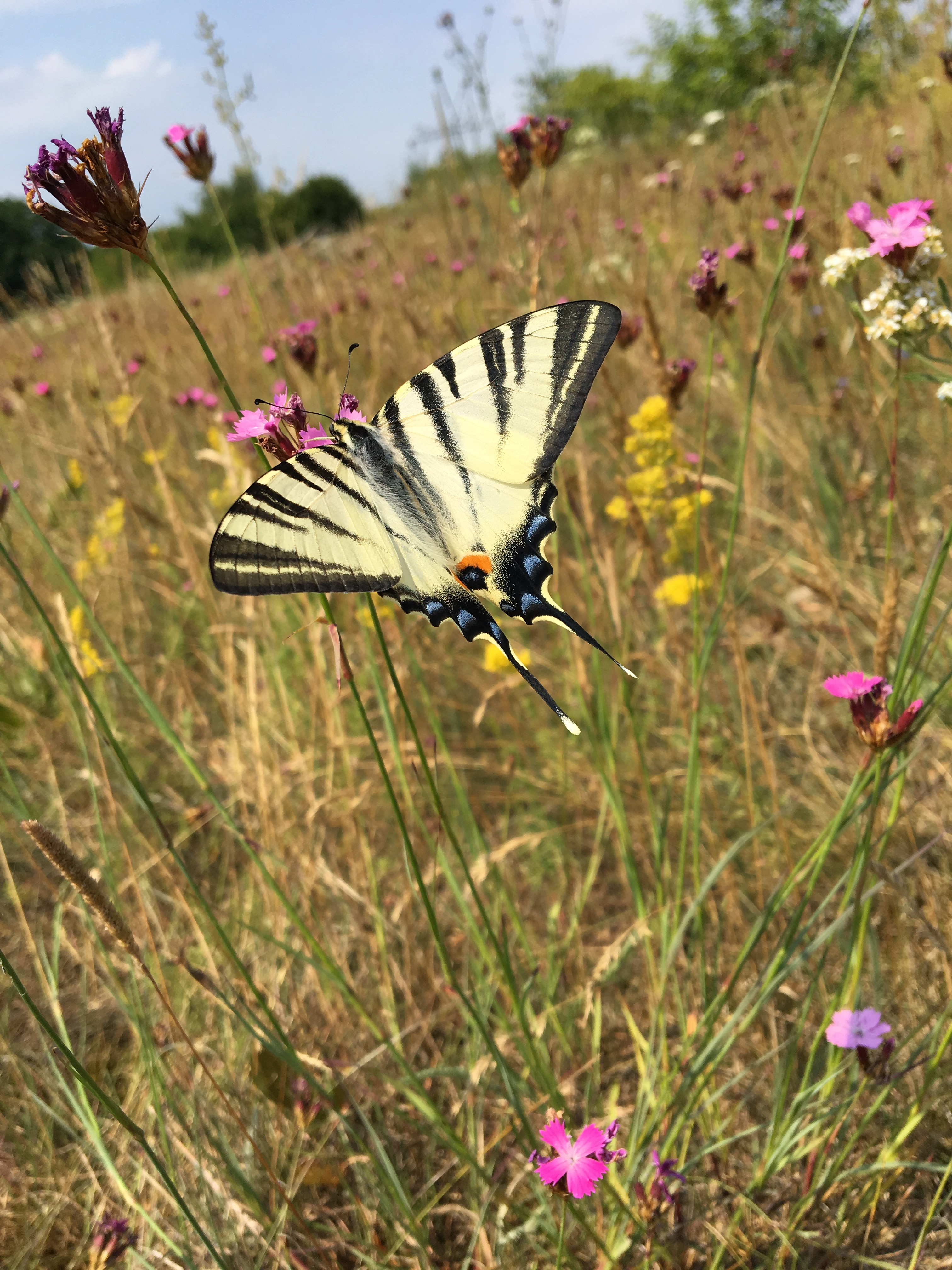
Weiblicher Falter (Sommerform) bei der Nektaraufnahme

Der Segelfalter (Iphiclides podalirius) ist ein Schmetterling aus der Familie der Ritterfalter (Papilionidae). Das Artepitheton leitet sich von Podaleirios, einem Heilkundler aus der griechischen Mythologie ab.

## Beschreibung

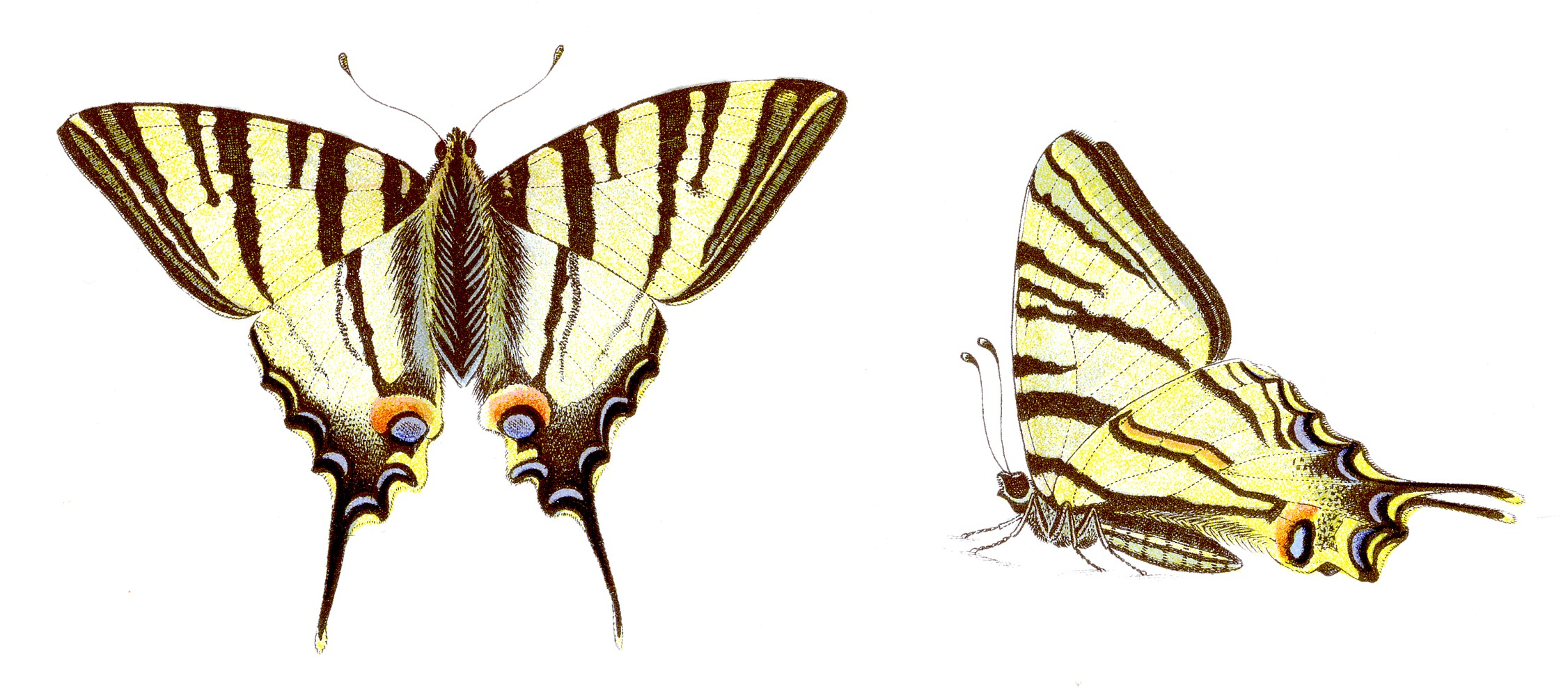
Illustration von Jacob Hübner (um 1800)

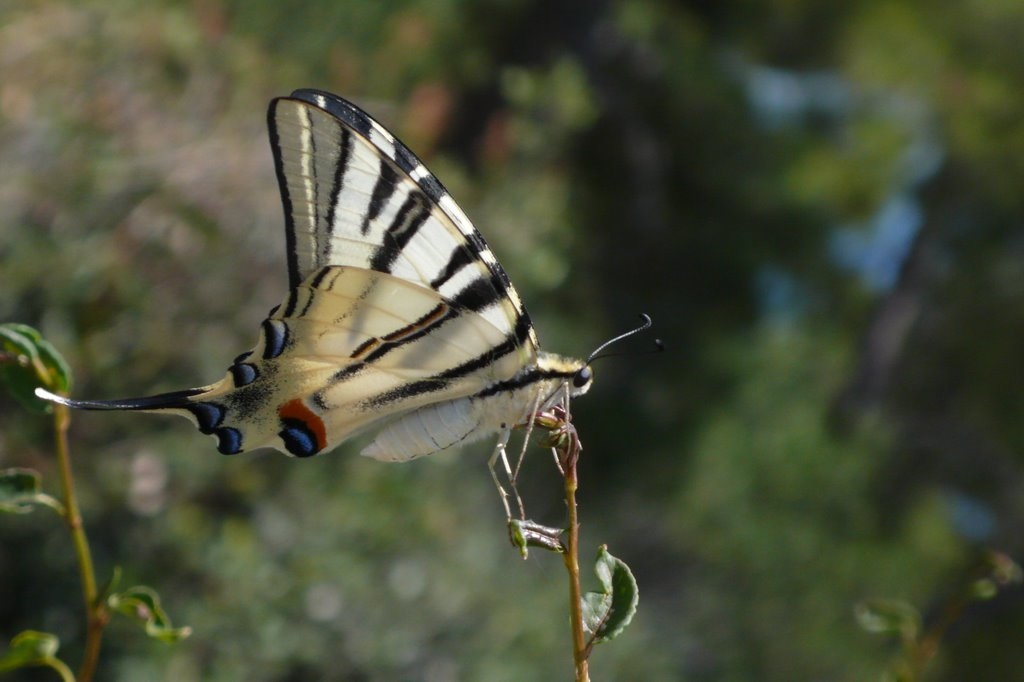
Flügelunterseite des Segelfalters

Der Segelfalter gilt als einer der schönsten europäischen Tagfalter. Iphiclides podalirius hat eine Flügelspannweite von 60 bis 80 Millimetern und wird bis zu 45 Millimeter lang. Die Weibchen sind fast immer etwas größer als die Männchen. Der Segelfalter unterscheidet sich vom Schwalbenschwanz unter anderem durch seine deutlich längeren schwarzen Hinterflügelfortsätze mit hellen Enden. Die Grundfarbe der Flügel ist bleich gelb oder hell und hat sechs schwarze Querstreifen auf jedem der Vorderflügel. Ein schwarzer Streifen befindet sich auf dem Hinterflügel jeweils in der Diskalregion und am Innenrand. Vom Analwinkel Richtung Apex befinden sich drei blaue Augenflecke in einem schwarzen Band. Vor dem blauen Augenfleck am Innenrand sitzt ein oranger Halbmondfleck. Die 2. Generation im Sommer ist heller als die 1. Generation im Frühling. Sie unterscheiden sich geringfügig und können anhand der folgenden Merkmale unterschieden werden:
| Merkmal                                                           | 1. Generation                                   | 2. Generation        |
| ----------------------------------------------------------------- | ----------------------------------------------- | -------------------- |
| Grundfarbe                                                        | bleich gelb                                     | heller, weißlich     |
| Dunkle Striche auf allen Flügeln                                  | kräftig                                         | weniger kräftig      |
| schwarze Färbung am Innenrand                                     | mehr oder weniger breit, in Zelle 1 schmal hell | deutlich zweigeteilt |
| schwarzer Streifen in der Diskalregion der Hinterflügelunterseite | orange gefüllt                                  | nicht orange gefüllt |
| Hinterleib                                                        | schwarz                                         | hell                 |

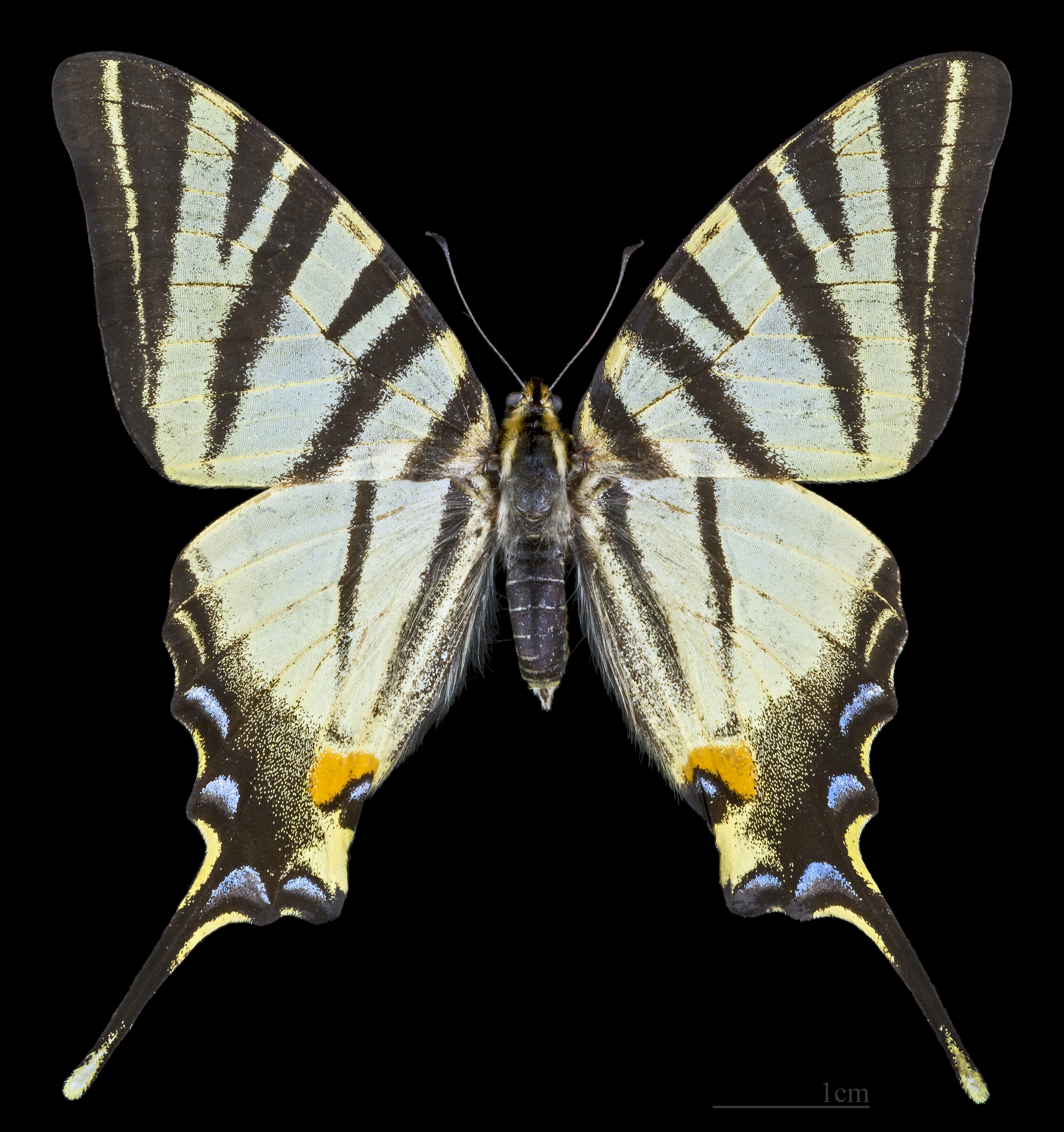
Männlich
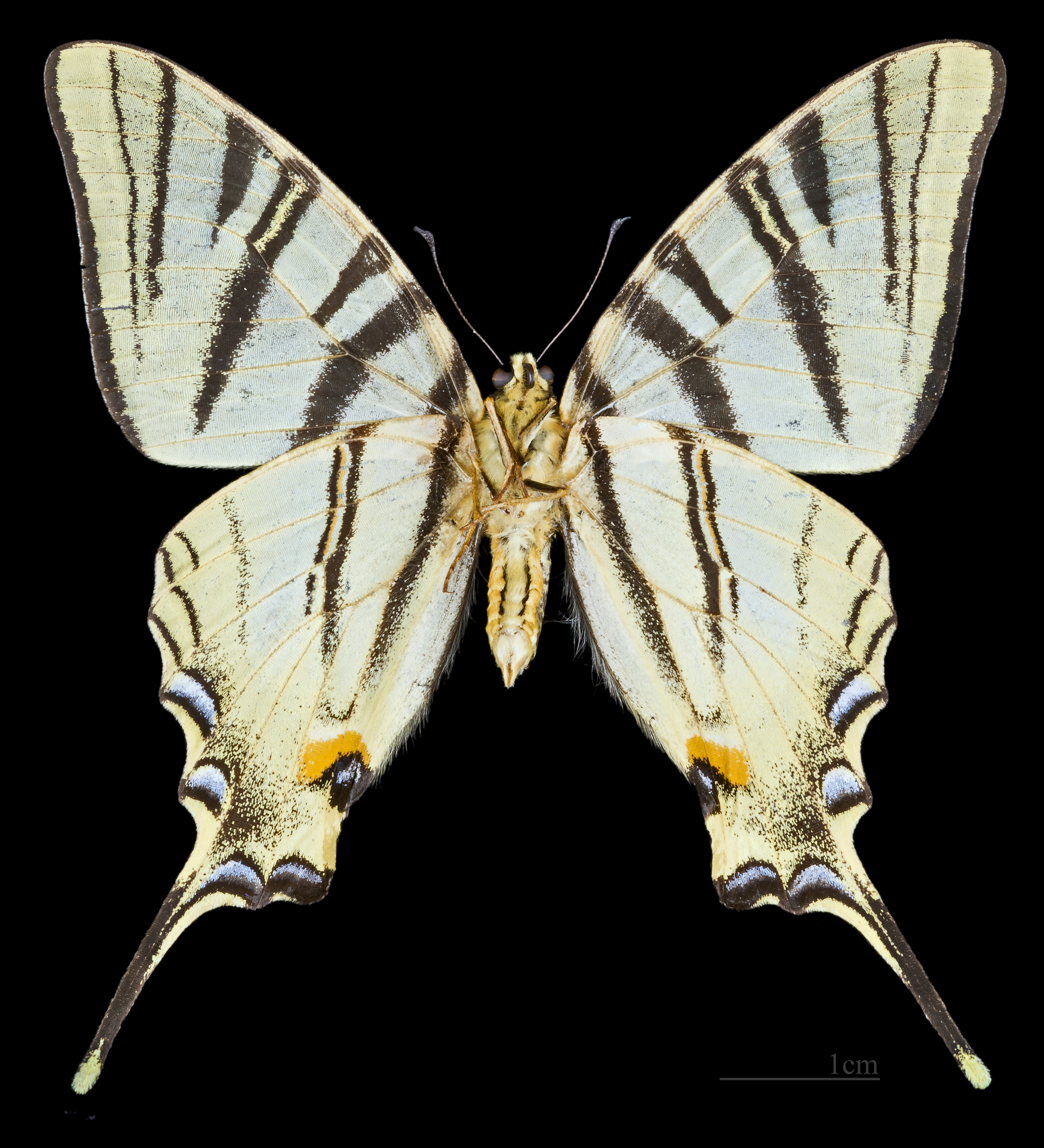
Männlich Unterseite
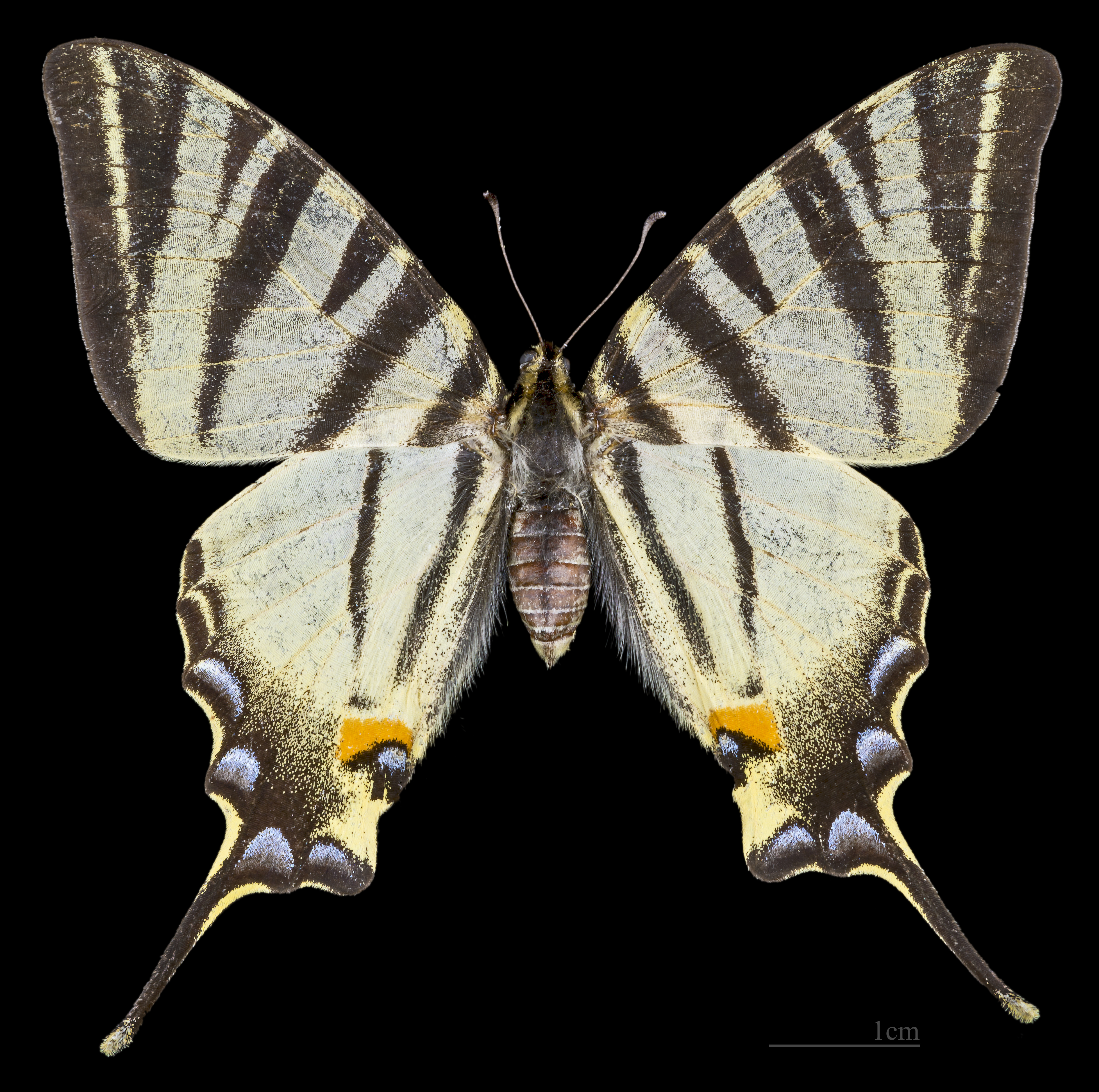
Weiblich
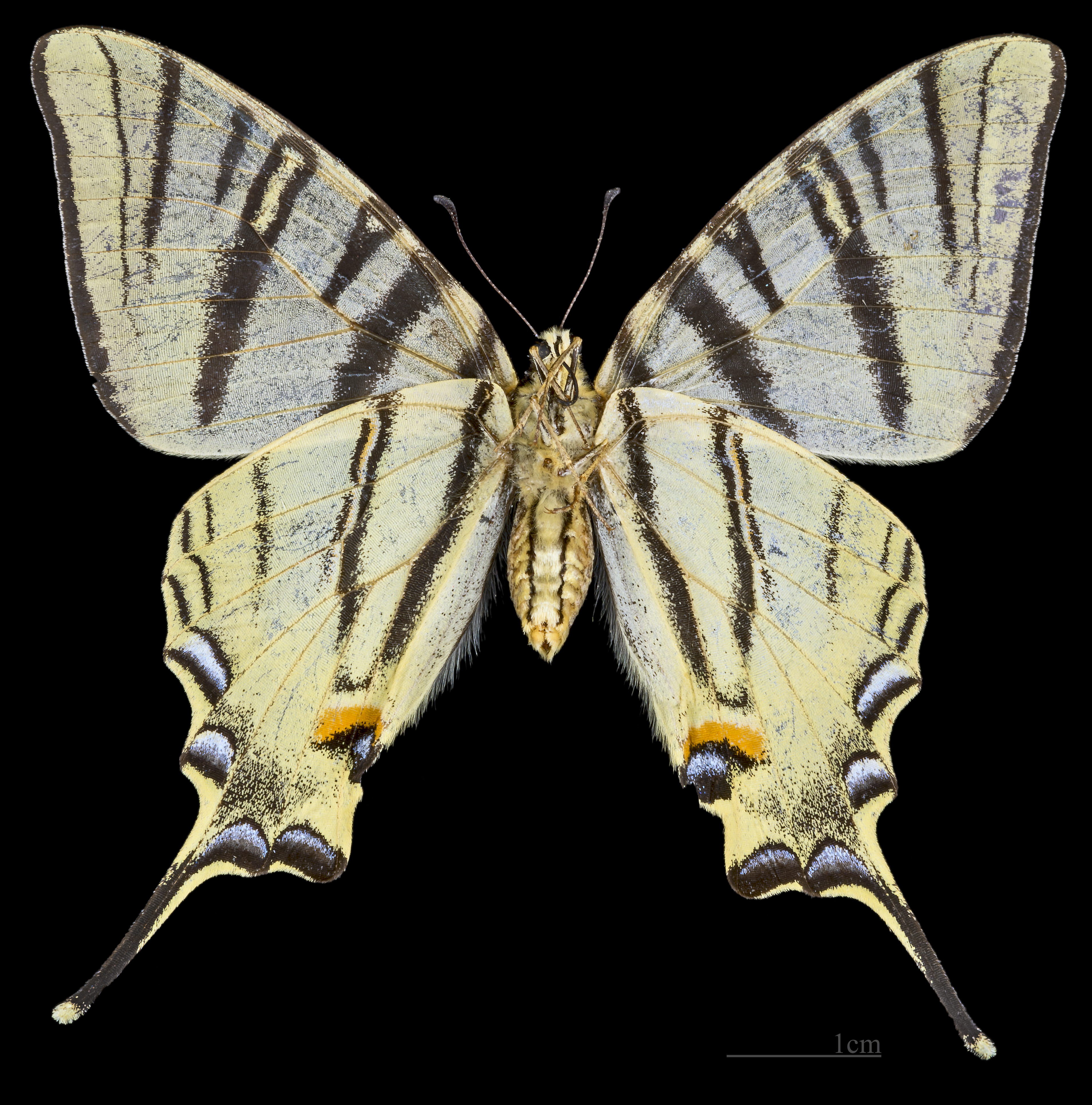
Weiblich Unterseite

### Beschreibung der Raupen

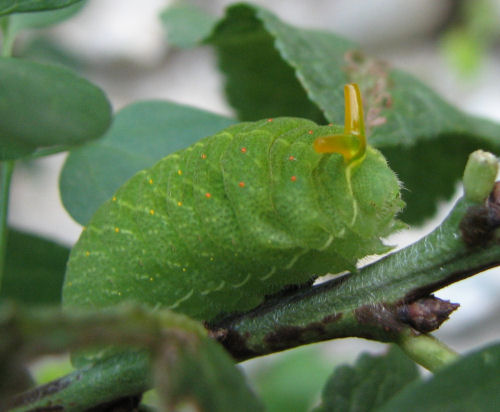
Raupe des Segelfalters mit ausgestülptem Osmaterium

Die Eiraupen sind zunächst schwarzgrau mit zwei hellen Flecken auf dem Rücken und im Nacken. Sie ähneln damit Vogelkot (V.-Mimese). Nach der ersten Häutung sind die Raupen grün gefärbt und damit optimal auf ihre Fraßpflanze angepasst.  Die gedrungenen Raupen haben dünne gelbe Seitenstreifen und werden bis zu 40 Millimeter lang. Im Frühsommer bleiben die Raupen bis zur Verpuppung grün. Sie verpuppen sich auf den Fraßpflanzen zu grünen Puppen, aus denen ohne Diapause die Falter der nächsten Generation schlüpfen. Raupen, die im Spätsommer und Herbst anschließend als Puppe überwintern, verfärben sich vor der Verpuppung in ein leuchtendes Gelb, manchmal mit rotbraunen Flecken. Solche Raupen verlassen in der Regel die Fraßpflanzen vor der Verpuppung und die daraus entstehenden braungrauen Puppen überwintern und schlüpfen erst im nächsten Frühjahr.

### Ähnliche Arten
- Iphiclides feisthamelii (Iberischer Segelfalter)
- Papilio alexanor (Südlicher Schwalbenschwanz)
- Protographium marcellus

## Flugzeit
In Mitteleuropa und im Gebirge tritt in der Regel nur eine Generation pro Jahr auf, die Falter fliegen dann von Mai bis Juli. In besonders klimabegünstigten Gebieten wie an Rhein und Mosel kommen aber zwei Generationen vor (Mitte April–Juni, Juli–August). Im nördlichen Mittelmeerraum entwickeln sich zwei bis drei Generationen pro Jahr. Weiter im Süden können es bis zu vier Generationen sein und der Falter fliegt dann von Anfang März bis Ende Oktober.

## Lebensweise

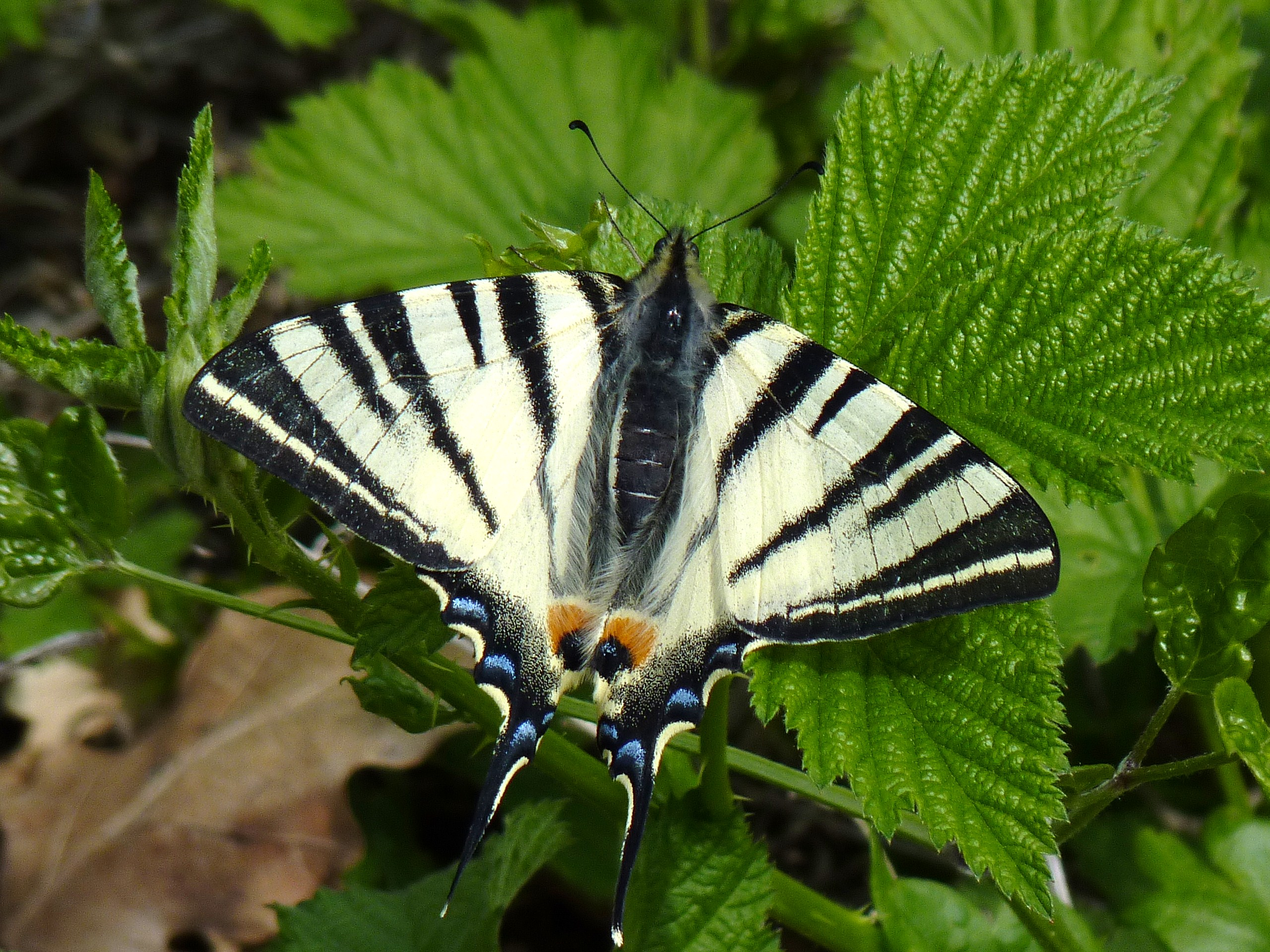

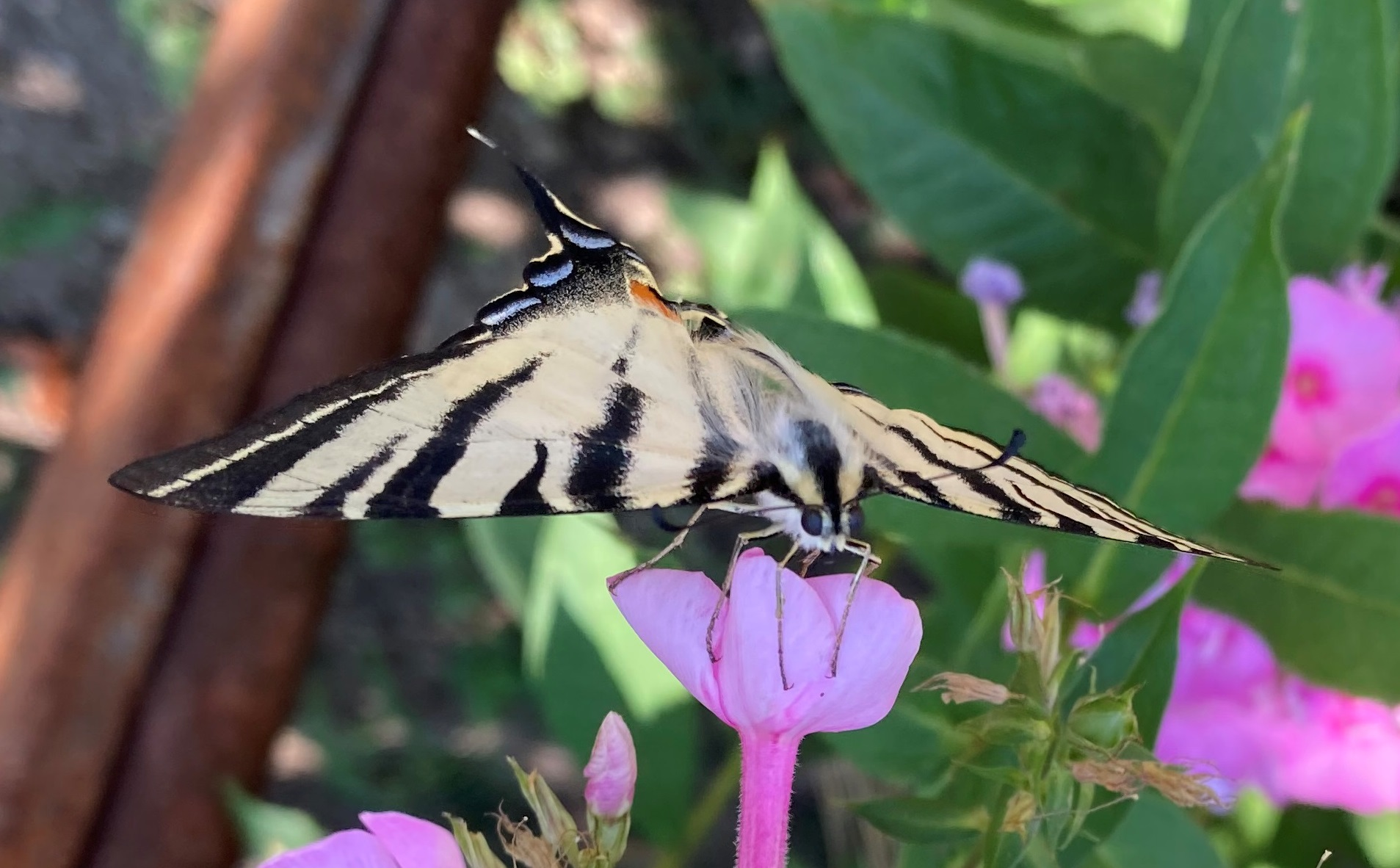

Die weiblichen Falter legen die Eier an den Futterpflanzen der Raupen ab. Die Raupen ernähren sich vor allem von Blättern verschiedener Prunus-Arten, wie Schlehdorn (Prunus spinosa), Felsenkirsche (Prunus mahaleb), Traubenkirsche (Prunus padus) oder Zwetschge (Prunus domesticus), seltener auch an weiteren Pflanzen aus der Familie der Rosengewächse (Rosaceae), wie Weißdorn (Crataegus spec.) und Eberesche (Sorbus aucuparia). Im Mittelmeerraum fressen sie auch an Aprikose (Prunus armeniaca), Pfirsich (Prunus persica), Mandelbaum (Prunus dulcis). Sie können bei Bedrohung, wie alle Raupen der Ritterfalter, eine Nackengabel (Osmaterium) ausstülpen, um Fressfeinde zu vertreiben. Zumeist fressen die Raupen vom Blattrand zur Mittelrippe, bei kleinblättrigen Sträuchern von einem Zweig aus. Die Raupen des Segelfalters verpuppen sich als Gürtelpuppe. Die letzte Generation eines Jahres überwintert als Puppe.
Der Falter kann unter Ausnutzung der Thermik für mehrere Minuten ohne Flügelschlag durch die Luft segeln, daher auch sein Name. Er zeigt ein ausgeprägtes Gipfelbalz-Verhalten (hilltopping), ähnlich dem des Schwalbenschwanzes. Der Segelfalter saugt Nektar aus den Blüten verschiedener oft heller oder violetter Blüten, wie z. B. Schlehe (Prunus spinosa), Pflaume (Prunus domestica), Liguster (Ligustrum), Wiesensalbei (Salvia pratensis), Kratzdisteln (Cirsium), Nachtviole (Hesperis matronalis), Natternkopf (Echium vulgare), Flockenblume (Centaurea), Lavendel (Lavandula) und an Schmetterlingsflieder (Buddleja davidii) im Garten.

## Lebenszyklus

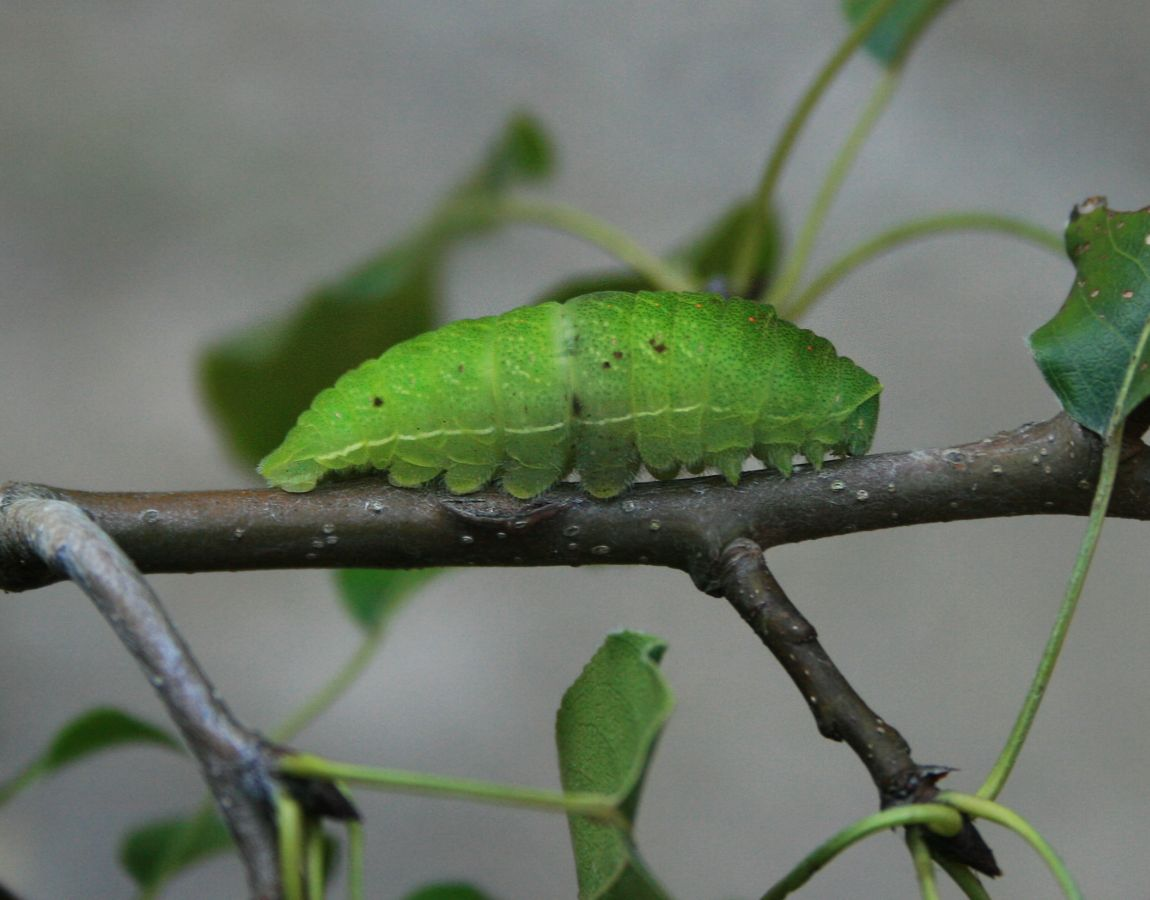
Raupe
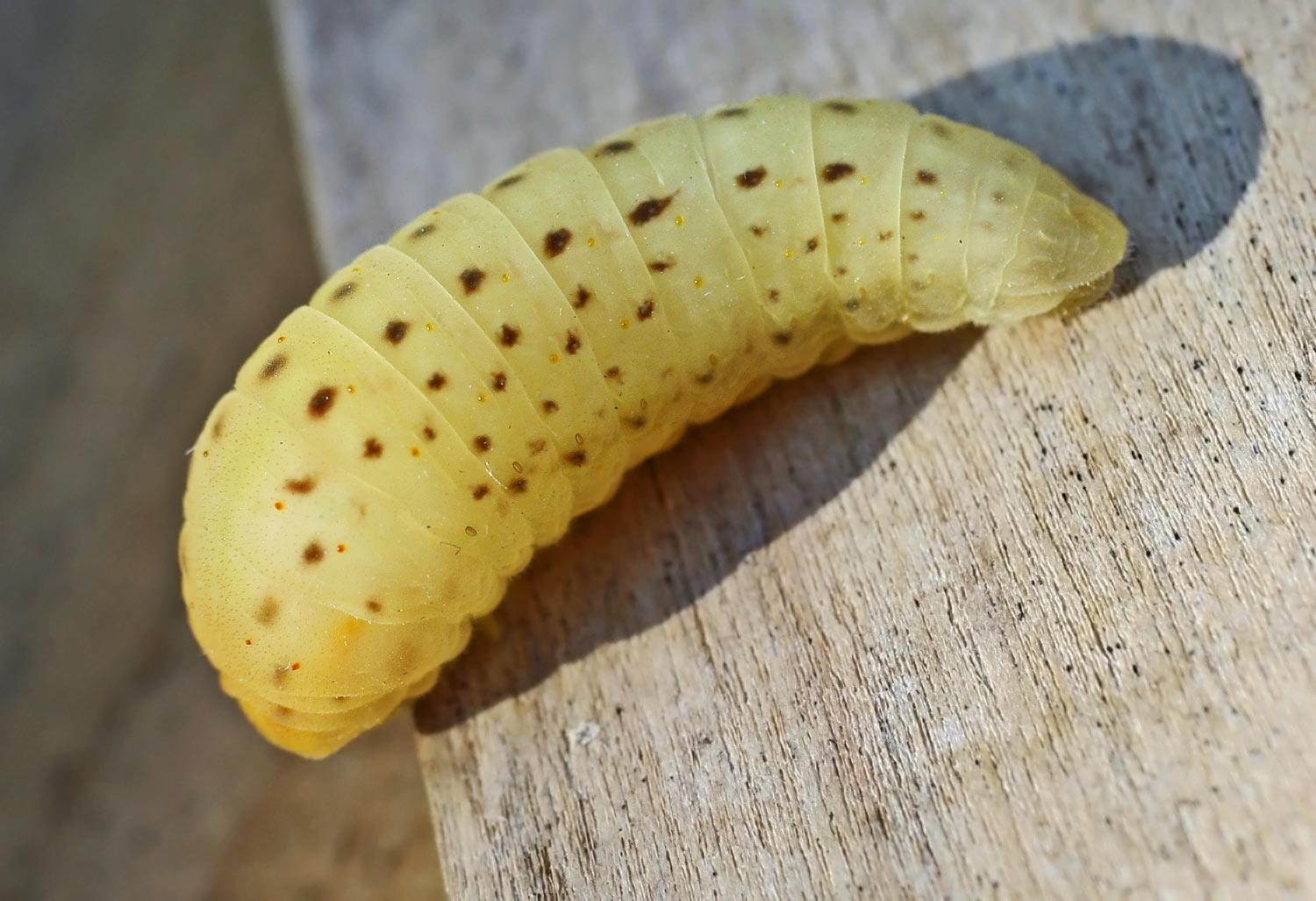
Sich verpuppende Raupe
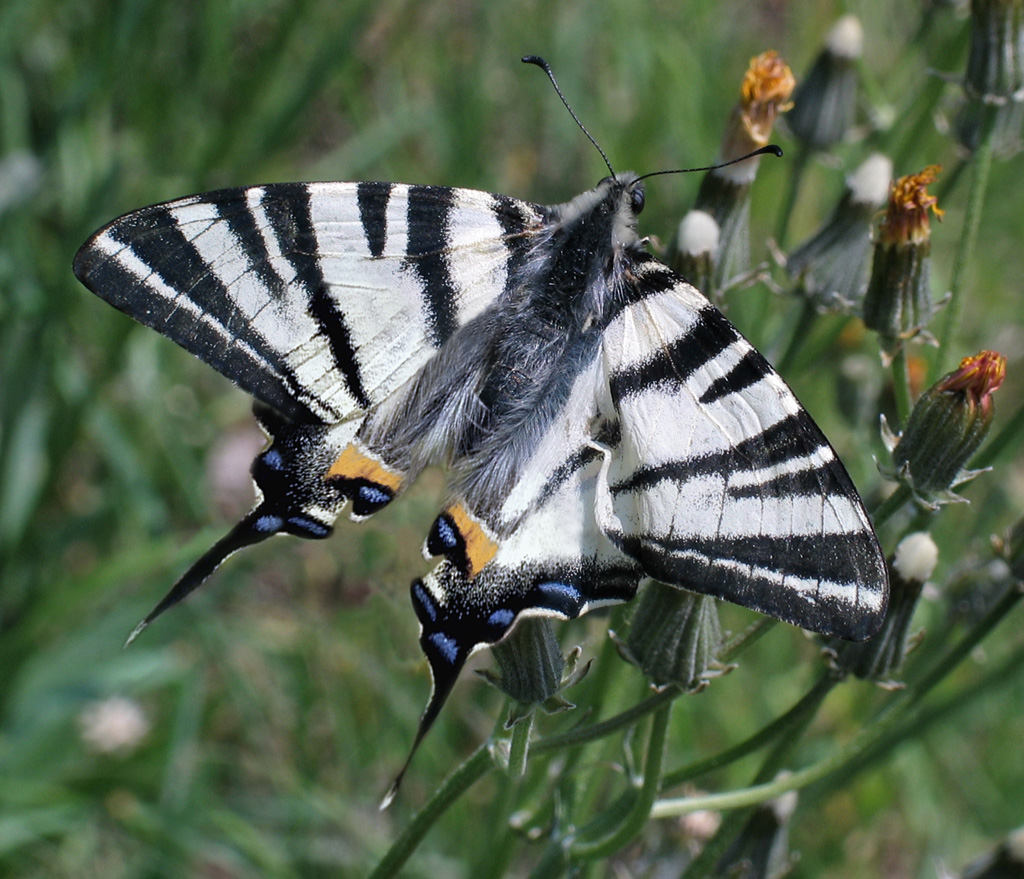
Imago

## Verbreitung
Der Segelfalter ist von Europa, westlich beginnend in Frankreich, einschließlich der Mittelmeerinseln über das nichttropische Asien bis China verbreitet. Die nördliche Verbreitung reicht bis zum 54. Breitengrad, er wandert allerdings gelegentlich auf die Britischen Inseln und nach Fennoskandinavien ein. In Deutschland liegt der Schwerpunkt der Verbreitung in Rheinland-Pfalz, Sachsen und Brandenburg. Es werden vor allem heiße und felsige Südhänge in Flusstälern bewohnt. In Rheinland-Pfalz ist der Segelfalter vor allem am Mittelrhein, an der Mosel und an der Nahe verbreitet.
In Brandenburg befindet sich der Segelfalter gegenwärtig (2020) seit etwa 15 Jahren ausgehend von Beständen in der Niederlausitz in Ausbreitung. Wurden zunächst die kleinklimatisch günstigen, trockenwarmen Gebiete der Bergbaufolgelandschaften des Braunkohlebergbaus besiedelt, findet sich die Art heute auch in den klimatisch kontinental getönten Gegenden Ostbrandenburgs. Etablierte Bestände finden sich in etwa südöstlich der Linie Jessen (Elster) - Seelow, wobei 2018/2019 auch Sichtungen weiter nördlich in der odernahen Uckermark bzw. südöstlich von Berlin gelangen.
Auch in Brandenburg und in der sächsischen Lausitz fliegt die Art regelmäßig in zwei Generationen.
In der Schweiz liegen alte Nachweise aus allen Landesteilen vor. Im Mittelland und den Voralpen ist die Art allerdings praktisch ausgestorben. Sie hält sich noch am Südfuss des Jura, am Genfersee, im Tessin und in den trockeneren Alpentälern. Stellenweise ist die Art dort noch recht häufig, zum Beispiel im Mittleren Rhonetal.

## Gefährdung
Der Segelfalter hat im 20. Jahrhundert starke Gebietsverluste hinnehmen müssen. Aus vielen Regionen Deutschlands ist er verschwunden. Gefährdungsursachen waren vielerorts die Aufgabe von Weinbergen in Steillagen und die anschließende Verbuschung der Hänge. In Rheinland-Pfalz konnten sich die Bestände seit den 1990er Jahren aufgrund eines Artenschutzprogrammes und der zunehmenden Erwärmung durch den Klimawandel erholen. Auch in Brandenburg konnte sich der Falter aufgrund der besonderen Bedingungen in den ehemaligen Bergbaugebieten und der zunehmenden Erwärmung seit der Jahrtausendwende ausbreiten. In Österreich sind viele Populationen erloschen, die Art kann als empfindlicher Bioindikator angesehen werden.
Allerdings gibt es in Österreich nach wie vor zahlreiche Sichtungen, wobei die Fotos des Falters gerne in Regionalzeitungen veröffentlicht werden.
- Rote Listen (0=ausgestorben, 1=vom Aussterben bedroht, 2=stark gefährdet, 3=gefährdet, 4=potentiell gefährdet, +=ungefährdet)
  - Österreich: 2[9]
    - Kärnten: 2
    - Niederösterreich: +
    - Oberösterreich: 4
    - Salzburg: 1
    - Steiermark: 2
    - Tirol: 3
    - Vorarlberg: 0
    - Wien: 3

  - Deutschland: 2 (stark gefährdet)[10]
    - Baden-Württemberg: 2[11]
    - Bayern: 2[12]
    - Brandenburg: 2[13] (Einstufung 2001)
    - Rheinland-Pfalz: 1[2]
    - Sachsen: 2[11]
    - Sachsen-Anhalt: 2[11]

## Philatelie
Der Segelfalter ist auf Briefmarken der Bundesrepublik Deutschland, Ungarn und der Sowjetunion abgebildet.

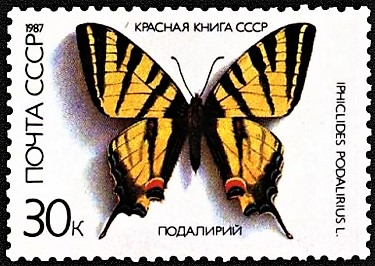
Briefmarke der Sowjetunion (1987)